# 11469 Rozitis
11469 Rozitis este o planetă minoră (asteroid) din centura de asteroizi. A fost descoperită pe 2 martie 1981 la Observatorul Siding Spring de Schelte J. Bus și a fost numită după Benjamin Rozitis⁠(d). 
Obiectul prezintă o orbită caracterizată de o semiaxă mare de 2,295606 UAi, o excentricitate de 0,23, o înclinație de 0,96295 ° în raport cu ecliptica.